# Look At Her Now
«Look At Her Now» es una canción de la cantante y compositora estadounidense Selena Gomez. Se lanzó el 24 de octubre de 2019 a través de Interscope Records. La pista fue escrita por Gomez, Julia Michaels, Ian Kirkpatrick y Justin Tranter. En la canción, explora los temas de una relación amorosa fallida.
La canción entró en el top 40 de las listas de éxitos en Australia, República Checa, Irlanda, Nueva Zelanda, Noruega, Eslovaquia, Suiza. En Estados Unidos, debutó en el tercer lugar en la lista Bubbling Under Hot 100 Singles, y alcanzó el puesto número veintisiete en el Billboard Hot 100.

## Antecedentes y composición
Un día después de haber estrenado «Lose You to Love Me», Gomez estrenó la pista «Look At Her Now» para su próximo álbum de estudio Rare. «Sentí que con estás dos canciones lanzadas consecutivamente se completaba la historia de cómo uno puede elevarse sin importar los desafíos que la vida conlleva». Gomez anunció la canción en sus redes sociales, comentando que era un «regalo especial» para sus seguidores.
«Look At Her Now» fue escrita por Gomez, Julia Michaels, Ian Kirkpatrick y Justin Tranter, mientras que la producción fue llevada a cabo por Kirkpatrick. Está compuesto en clave de Si♭menor y tiene un tiempo de 116 latidos por minuto.

## Vídeo musical
El vídeo musical de «Look At Her Now» fue estrenado el 24 de octubre de 2019 y dirigido por Sophie Muller. El vídeo al igual que su sencillo anterior «Lose You to Love Me» fue filmado completamente en el iPhone 11 Pro. En el video, Gómez se presenta con luces de neón junto con un equipo de bailarines, en ocasiones, maneja la cámara por su cuenta, maniobrándola con ella mientras se mueve por una habitación.

## Recepción crítica
Zach Seemayer‍ de Entertainment Tonight, comentó que la canción al igual que el sencillo anterior «Lose You to Love Me» explora los mismos temas de un romance fallido, solo que en este tema las letras aparentemente están escritas en tercera persona y con un ambiente de mucha más energía. Roth Madeline de MTV News, señaló que el tema «es alegre y bailable», además agregó que «celebra descaradamente su recuperación después de una angustia». Mike Nied de Idolator declaró que el tema «celebra la perseverancia de Gomez después de una ruptura devastadora», señaló también que «está destinada a dominar las radios en los próximos meses gracias a su melodía pegadiza». Connie Liou de Cheatsheet señala que la canción «detalla la transición que las personas a menudo sienten después de una ruptura, así como el viaje del amor propio», además analiza que «Gomez no solo está sobreviviendo, sino que ahora realmente está viviendo». Melody Chiu y Robyn Merrett de la revista People encontraron referencias en las letras de la canción al exnovio de la cantante Justin Bieber.

## Rendimiento comercial
En Estados Unidos, la canción debutó en el tercer lugar en la lista Bubbling Under Hot 100 Singles, y alcanzó la vigesimoséptima posición en el Billboard Hot 100. En Canadá debutó en la posición trece en el Hot 100, mientras que en la lista de sencillos del Reino Unido, «Look At Her Now» se ubicó en la posición veintiséis. La canción entró en el top 40 de las listas de éxitos en Australia, la República Checa, Irlanda, Nueva Zelanda, Noruega, Eslovaquia, Suiza.

## Presentaciones en vivo
Gomez interpretó «Look at Her Now» por primera vez en los American Music Awards 2019 el 24 de noviembre de 2019, junto con la pista «Lose You to Love Me».

## Lista de ediciones
- Descarga digital[1]

| N.º | Título                     | Duración |  |
| 1.  | «Look At Her Now» (single) | 2:42     |  |

## Créditos y personal
Créditos adaptados de las notas de Rare.
- Selena Gomez – voz, composición
- Julia Michaels – composición
- Justin Tranter – composición
- Ian Kirkpatrick – composición, producción, ingeniero de grabación
- Bart Schoudel – ingeniero de grabación
- Chris Gehringer – ingeniero en masterización
- Manny Marroquin – ingeniero de mezcla

## Posicionamiento en listas
| Listas (2019)                                   | Mejor posición |
| ----------------------------------------------- | -------------- |
| Alemania (Official German Charts)               | 43             |
| Argentina (Argentina Hot 100)                   | 91             |
| Australia (ARIA)                                | 29             |
| Austria (Ö3 Austria Top 40)                     | 26             |
| Bélgica (Ultratop) Flanders                     | 10             |
| Bélgica (Ultratop) Wallonia                     | 33             |
| Canadá (Canadian Hot 100)                       | 13             |
| Croacia (HRT)                                   | 93             |
| Escocia (Official Charts Company)               | 44             |
| Eslovaquia (Singles Digitál Top 100)            | 7              |
| España (PROMUSICAE)                             | 71             |
| Estados Unidos (Billboard Hot 100)              | 27             |
| Estados Unidos (Bubbling Under Hot 100 Singles) | 3              |
| Estados Unidos (Rolling Stone Top 100)          | 16             |
| Estonia (Eesti Ekspress)                        | 11             |
| Francia (SNEP)                                  | 114            |
| Grecia (IFPI Grecia)                            | 6              |
| Hungría (Single Top 40)                         | 12             |
| Hungría (Stream Top 40)                         | 12             |
| Irlanda (IRMA)                                  | 15             |
| Letonia (Latvijas Top 40)                       | 28             |
| Malasia (RIM)                                   | 16             |
| Noruega (VG-lista)                              | 15             |
| Nueva Zelanda Hot Singles (RMNZ)                | 23             |
| Países Bajos (Single Top 100)                   | 78             |
| Portugal (AFP)                                  | 31             |
| Reino Unido (UK Singles Chart)                  | 26             |
| República Checa (Singles Digitál Top 100)       | 14             |
| Singapur (RIAS)                                 | 14             |
| Suecia (Sverigetopplistan)                      | 53             |
| Suiza (Schweizer Hitparade)                     | 20             |

## Historial de lanzamiento
| País   | Fecha                 | Formato                                          | Discográfica       | Ref           |
| ------ | --------------------- | ------------------------------------------------ | ------------------ | ------------- |
| Varios | 24 de octubre de 2019 | Descarga digital, Streaming, disco de vinilo 12" | Interscope Records | [ 54 ] [ 33 ] |